# Aermacchi Zeffiro
Die Aermacchi Zeffiro ist ein Motorroller, den der italienische Hersteller Aeronautica Macchi von 1955 bis 1960 baute. „Zeffiro“ bedeutet im Deutschen „Zephyr“.

## Geschichte
Bereits 1951 brachte der Hersteller seinen ersten Motorroller, die Cigno, nach dem Muster des recht erfolgreichen Konkurrenzproduktes Moto Guzzi Galletto mit 17-Zoll-Rädern heraus. Die Zeffiro ersetzte ab 1955 dessen Nachfolgemodell Ghibli.

## Technik
Motor und Antrieb
Die Zeffiro hat einen fahrtwindgekühlten Einzylinder-Zweitaktmotor mit nahezu liegendem Zylinder. Auf dem linken Stumpf der zweifach gelagerten Kurbelwelle befindet sich eine Mehrscheiben-Trockenkupplung, über die die Motorkraft an ein geradverzahntes Dreiganggetriebe weitergeleitet wird. Das Hinterrad wird über eine Kette angetrieben.
Der 7-Liter-Tank für Zweitaktgemisch befindet sich unterhalb des Sattels.
Räder und Bremsen
Die Drahtspeichenräder sind vorn und hinten mit 17 Zoll gleich groß und in beide sind Halbnaben-Trommelbremsen eingebaut. Die vordere Bremse wird mit einem Handhebel am Lenker und einem Seilzug betätigt, die hintere über einen Fußhebel an der linken Motorseite und ein Gestänge.

## Technische Daten im Vergleich
|                       | Aermacchi Zeffiro 125                                     | Aermacchi Zeffiro 150                                     |
| --------------------- | --------------------------------------------------------- | --------------------------------------------------------- |
| Baujahre              | 1955–1960                                                 | 1955–1960                                                 |
| Motor                 | fahrtwindgekühlter Einzylinder-Zweitaktmotor, Kickstarter | fahrtwindgekühlter Einzylinder-Zweitaktmotor, Kickstarter |
| Hubraum               | 123 cm³                                                   | 147,9 cm³                                                 |
| Verdichtung           | 5,7 : 1                                                   | 6,5 : 1                                                   |
| Bohrung × Hub         | 52 × 58 mm                                                | 57 × 58 mm                                                |
| Nennleistung          | 5 PS (3,7 kW) bei 4500/min                                | 6 PS (4,4 kW) bei 4500/min                                |
| Schmierung            | Zweitaktgemisch                                           | Zweitaktgemisch                                           |
| Kupplung              | Mehrscheiben-Trockenkupplung                              | Mehrscheiben-Trockenkupplung                              |
| Getriebe              | 3-Gang-Getriebe                                           | 3-Gang-Getriebe                                           |
| Endantrieb            | Kette                                                     | Kette                                                     |
| Bereifung vorn        | 2,75 × 17″                                                | 2,75 × 17″                                                |
| Bereifung hinten      | 2,75 × 17″                                                | 2,75 × 17″                                                |
| Bremse vorn           | Halbnaben-Trommelbremse, handbetätigt                     | Halbnaben-Trommelbremse, handbetätigt                     |
| Bremse hinten         | Halbnaben-Trommelbremse, fußbetätigt                      | Halbnaben-Trommelbremse, fußbetätigt                      |
| Leergewicht           | 70 kg                                                     | 92 kg                                                     |
| Tankinhalt            | 7 l                                                       | 7 l                                                       |
| Kraftstoffverbrauch   | ca. 2,1 l/100 km                                          | ca. 2,8 l/100 km                                          |
| Höchstgeschwindigkeit | 78 km/h                                                   | 86–90 km/h                                                |

Quellen: